# مجلس التجارة

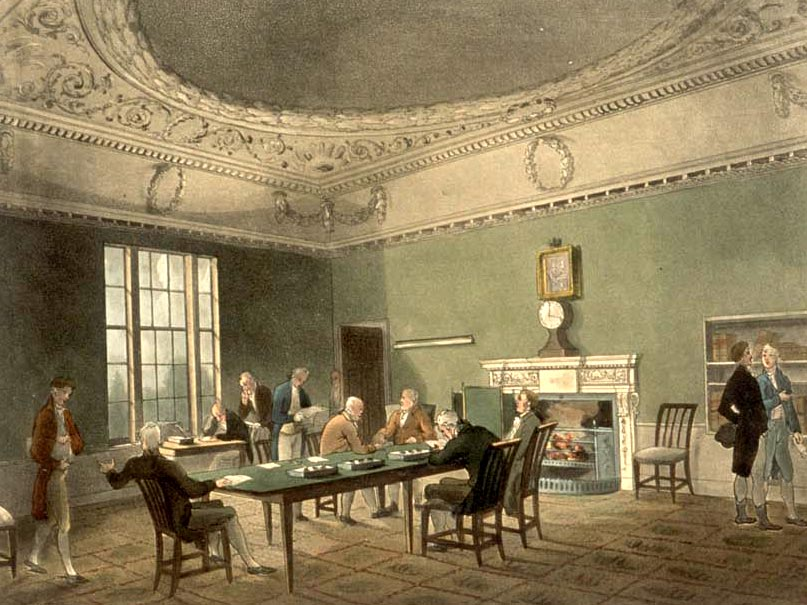
مجلس التجارة حوالي 1808.

مجلس التجارة هيئة حكومية بريطانية معنية بالتجارة والصناعة، وهي حاليًا ضمن وزارة التجارة الدولية. عنوانها الكامل هو أسياد لجنة مجلس الملكة الخاص المعين للنظر في جميع الأمور المتعلقة بالتجارة والمزارع الخارجية، ولكن يُعرف عمومًا باسم مجلس التجارة، وكان يُعرف سابقًا باسم أسياد التجارة والمزارع أو أسياد التجارة، وكانت إحدى لجان المجلس الخاص في المملكة المتحدة. لقد مر المجلس بالعديد من التطورات، بدءًا من المشاركة المكثفة في المسائل الاستعمارية في القرن السابع عشر، ووصولاً إلى الوظائف التنظيمية القوية في العصر الفيكتوري، إلى الخمول تقريبًا في الثلث الأخير من القرن العشرين. في عام 2017، تم تنشيطه كمجلس استشاري برئاسة وزير التجارة الدولية الذي يحمل اسميًا لقب رئيس مجلس التجارة، وهو حاليًا المستشار الخاص الوحيد للمجلس، والأعضاء الآخرون في المجلس الحالي شغل الأدوار كمستشارين.